# Recurvidris glabriceps
Recurvidris glabriceps (лат.) — вид мелких муравьёв рода Recurvidris из подсемейства мирмицины. Эндемики Юго-Восточной Азии.

## Распространение
Юго-Восточная Азия: Вьетнам, Китай (Fujian, Guangxi, Hainan, Hunan).

## Описание
Муравьи мелкого размера (около 2 мм), жёлтого цвета.  Усики 11-члениковые, булава 3-члениковая. Жвалы треугольные, с 4-5 зубцами. Нижнечелюстные щупики 4-члениковые, нижнегубные щупики состоят из 3 сегментов. Усиковые бороздки и лобные валики отсутствуют. Грудка тонкая и длинная. Заднегрудка с двумя длинными проподеальными шипиками, загнутыми вверх и вперёд. Стебелёк между грудкой и брюшком состоит из двух члеников: петиолюса и постпетиолюса (последний четко отделен от брюшка), жало развито, куколки голые (без кокона).
Таксон был описан в 2000 году китайским мирмекологом Шань-И Чжоу (Shan-Yi Zhou) по материалам из Китая.